# Arianna Follis
Arianna Follis född 11 november 1977 i Ivrea är en italiensk före detta längdåkare. Hennes karriär avslutades den 20 mars 2011.
Follis gjorde världscupdebut redan 1995 men fick sitt stora genombrott säsongen 2005/2006 då hon vann sin första världscuptävling i Borlänge. Säsongen efter tog hon sin andra världscupvinst då hon vann sprinten i Rybinsk. Hon har även vunnit en etapp i Tour de Ski 2007/2008 och slutade sedan 3:a totalt i touren. 
Follis har vunnit fyra mästerskapsmedaljer, främst bland dem guldet i sprint vid VM i Liberec 2009.
Hon placerade sig trea i Världscupen i längdåkning 2010/2011. Follis var främst en sprintåkare men var även bra på längre distanser i klassisk stil.
Follis avslutade sin karriär som världselitåkare under världscupavslutningen i Falun den 20 mars 2011. Även stora stjärnor som Vincent Vittoz och Petra Majdič lade av vid samma tillfälle.

## Världscupssegrar
| Datum           | Land     | Ort        | Disciplin |
| --------------- | -------- | ---------- | --------- |
| 7 mars 2006     | Sverige  | Borlänge   | sprint    |
| 21 januari 2007 | Ryssland | Rybinsk    | sprint    |
| 4 december 2010 | Tyskland | Düsseldorf | sprint    |